# دار كبير
دار كبير قرية سوريّة تتبع إداريّاً لمحافظة حلب منطقة عفرين ناحية معبطلي، بلغ تعداد سكانها 424 نسمة حسب التعداد السكاني لعام 2004.